# BRF (företag)
BRF är ett brasilianskt livsmedelsföretag med huvudkontor i Itajaí. Företaget, som grundades 1934, är ett av världens största livsmedelsföretag. Dess produkter marknadsförs i 150 länder.